# Kirkuk
Kirkuk (izgovara se i kao Karkuk ili Kerkuk, arap. كركوك‎, sir. ܐܪܦܗܐ) je grad u Iraku, odnosno glavni grad pokrajine Kirkuk. Nalazi se oko 250 km sjeverno od iračkog glavnog grada Bagdada, a prema popisu iz 2009. imao je 850.787 stanovnika; uglavnom Kurda, Ajsora, Turkmena i Arapa. Kirkuk je centar iračke petrokemijske industrije.

## Vanjske poveznice
- Kirkuk (GlobalSecurity.org)